# Matthias de l’Obel

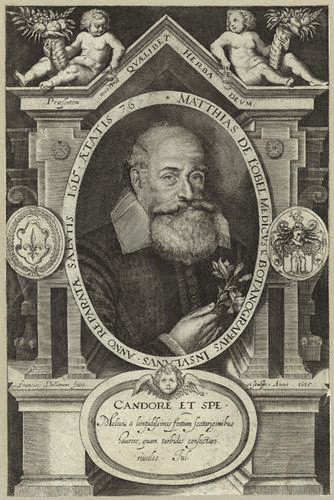

Matthias de l’Obel, Mathias de Lobel lub Matthaeus Lobelius (ur. 1538 w Lille, zm. 3 marca 1616, Highgate w Londynie) – flamandzki lekarz i botanik. Jest uznawany za pierwszego botanika, który podszedł do klasyfikacji roślin zgodnie z ich naturalnym pokrewieństwem, a nie ich zastosowaniami medycznymi.
L’Obel studiował medycynę w Leuven, a następnie pod kierunkiem Wilhelma Rondeleta w Montpellier. W latach 1571–1581 prowadził praktykę lekarską w Antwerpii, a następnie w Delfcie, gdzie był lekarzem nadwornym księcia Wilhelma I Orańskiego. W 1584 r. opuścił Holandię, uciekając przed wojną domową. Udał się do Anglii, gdzie pozostał już do śmierci. Był tam m.in. lekarzem Jakuba I Stuarta.
Był autorem wydanej w 1591 fundamentalnej publikacji Icones stirpium, seu, Plantarum tam exoticarum, quam indigenarum: in gratiam rei herbariae studiosorum in duas partes digestae: cum septem linguarum indicibus, ad diuersarum nationum vsum („Obrazy roślin, zarówno egzotyczne i rodzime, dla studentów botaniki, ułożone w dwóch częściach: z indeksami w siedmiu językach na użytek różnych narodowości”) i jest uznawany za pierwszego botanika, który podszedł do klasyfikacji roślin zgodnie z ich naturalnym pokrewieństwem, a nie ich zastosowaniami medycznymi.
Rodzaj roślin lobelia i takson lobeliowe nazwano na jego cześć. Od jego nazwiska pochodzi również nazwa gatunkowa ciemiężycy zielonej (Veratrum lobelianum Bernh).
Standardowy skrót autora Lobel służy do wskazania tej osoby jako autora, gdy powołuje się nazwę botaniczną.

## Wybrane publikacje
- Matthias de l’Obel: Stirpium adversaria nova. London: Thomae Purfoetii, 1571. (ang.). Brak numerów stron w książce
- 1576 Stirpium Observationes (Plantarum, Seu, Stirpium Historia)
- 1581, Cruydtboeck oft beschryvinghe van allerleye ghewassen, kruyderen, hesteren ende gheboomten, Antwerpen, Plantijn.
- 1591 Icones stirpium, seu, Plantarum – Copy at Internet Archive.
- Guillaume Rondelet, Matthias de L’Obel, Ludovicus Myreus: Pharmacopoeia Rondelletii. 1618. [dostęp 2017-02-02]. Brak numerów stron w książce
- Matthias de l’Obel: Botanographic Regii eximii Stirpium illustrationes. Plurimas elaborantes inauditas plantas, subreptitiis Joh: Parkinsoni rapsodiis (ex codice MS insalutato) sparsim gravatae. Ejusdem adjecta sunt ad calcem Theatri botanici Auaptnuala, Accurante Guil: How, Anglo.. London: Tho. Warren, 1655. (łac.). Brak numerów stron w książce